# Anémone de Grèce
Anemone blanda
Espèce
L'anémone de Grèce (Anemone blanda) est une espèce de plantes à fleurs de la famille des Ranunculaceae. C'est une plante herbacée vivace dont l'aire de répartition s'étend des Balkans au Caucase et à la Syrie.
La souche de la plante est constituée d'un tubercule, les feuilles sont trilobées, les fleurs bleues, roses ou blanches, comprennent une quinzaine de pétales allongés.
Cette plante qui résiste aux grands froids à condition d'être paillée ou protégée par une surépaisseur de terre est appréciée au jardin d'ornement en potées ou en pleine terre aussi bien à mi-ombre qu'au soleil. Elle apprécie des sols plutôt frais mais légers.
La floraison s'étale de mars à mai suivant la localisation.

## Description
Vivace tubéreuse herbacée, l'anémone de Grèce peut atteindre 10 à 15 cm de hauteur. Elle est appréciée pour ses fleurs ressemblant à des marguerites sur un feuillage semblable à une fougère. Les fleurs apparaissent au début du printemps, une période où peu d'autres sont en fleurs. La plante peut aussi facilement se naturaliser. Les fleurs sont d'un bleu violet intense, mais sont également disponibles dans des tons de rose et de blanc.
Les feuilles vertes composées sont finement divisées et disposées en un motif verticillé et alterné. Elles sont profondément découpées et poussent en disposition basale. Les bords des limbes des feuilles sont dentés.
La tige de la plante est et filiforme. Elle ne produit que peu de racines et celles-ci sont tubéreuses.
Les fleurs se trouvent dans différentes couleurs comme le blanc, le jaune-vert, le rouge ou le violet, et plus encore et sont radialement symétriques. La fleur contient environ sept sépales et pétales ou plus. Les fleurs ont un aspect attrayant et saisissant avec des centres ternes et des pétales lisses, satinés et vibrants. Les fleurs ont la forme de coupes, avec plusieurs étamines.
La fleur donne de petits fruits, incluant souvent des queues plumeuses. Les fruits de cette plante sont secs et ne s'ouvrent pas après leur maturité. Ils mesurent environ 1,3 à 3 mm.
L'anémone grecque pousse à partir de tubercules en forme de petits bulbes de couleur noire. Ce sont de petites boulettes ridées de forme plus ou moins ronde et aplatie. Les tubercules ne contiennent pas de fine gaine semblable à du papier. Les tubercules viables ont une texture ferme. La taille minimale d'un tubercule est de 2 cm, mais ils peuvent être plus gros (plus de 5 cm). Les graines ont de faibles taux de germination, mais les taux peuvent être augmentés en utilisant la stratification.

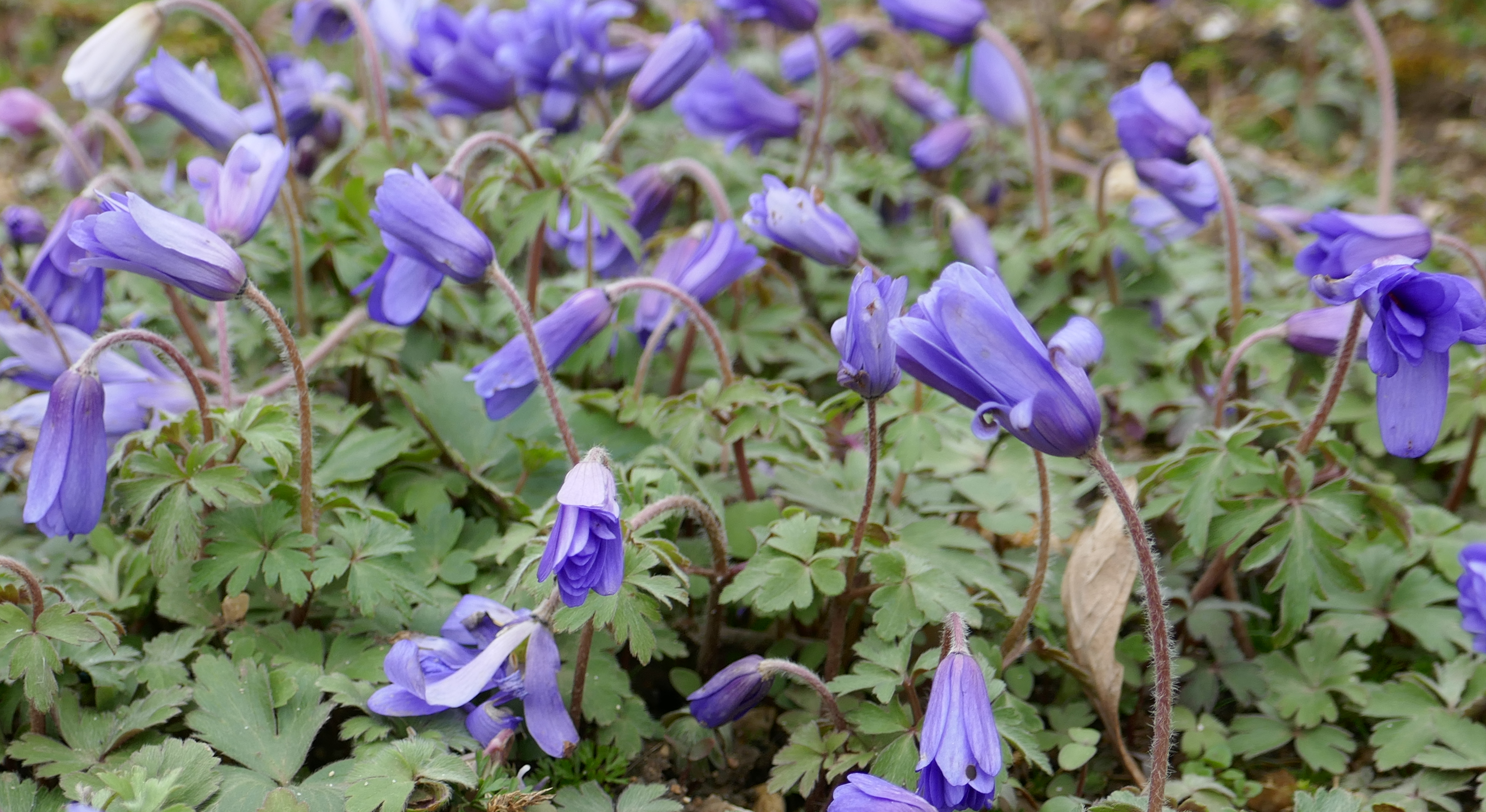
Fleurs fermées
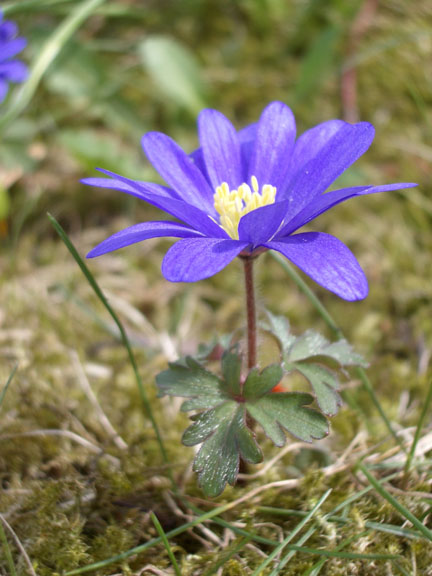
Fleur ouverte, forme bleue
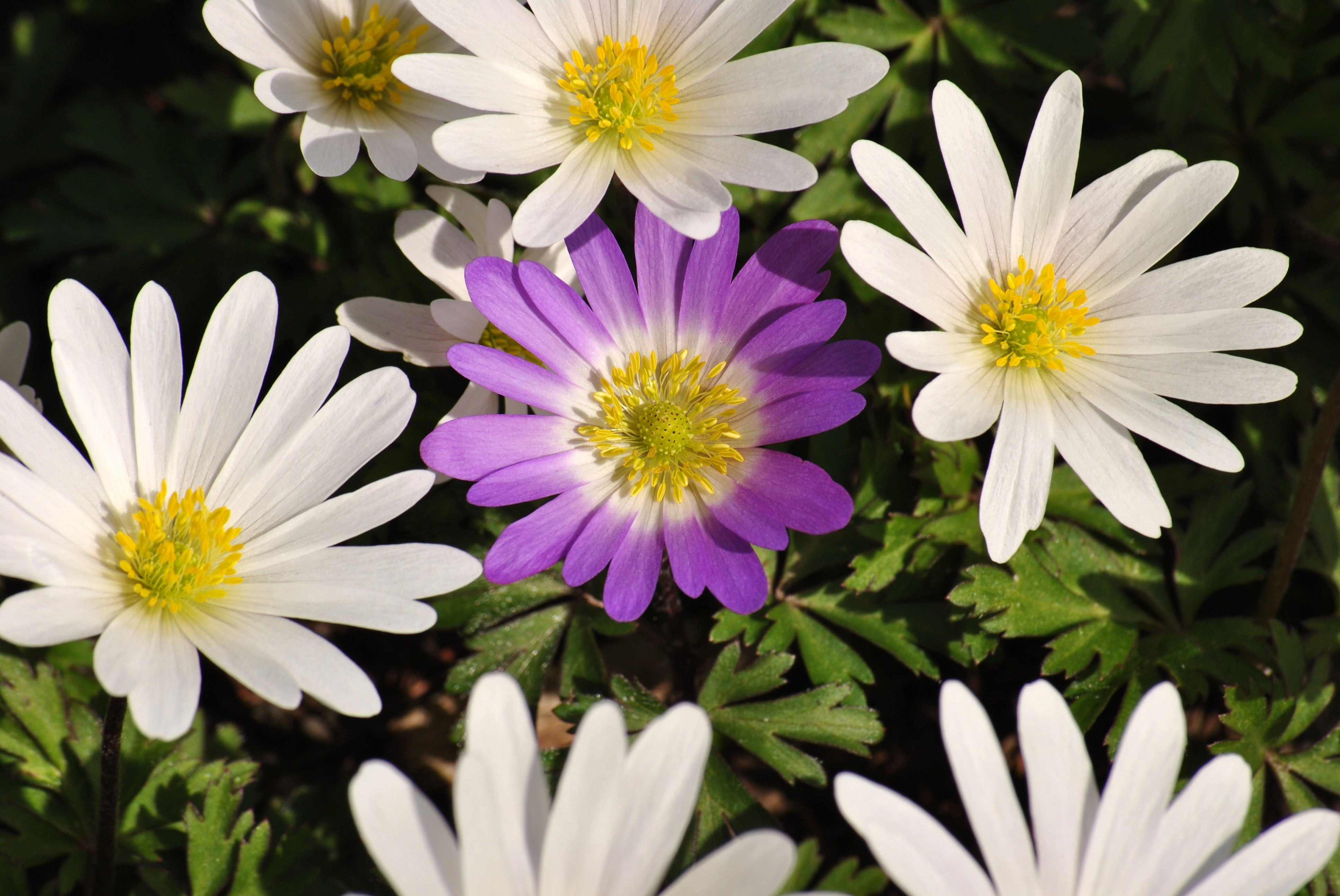
Formes blanche et mauve
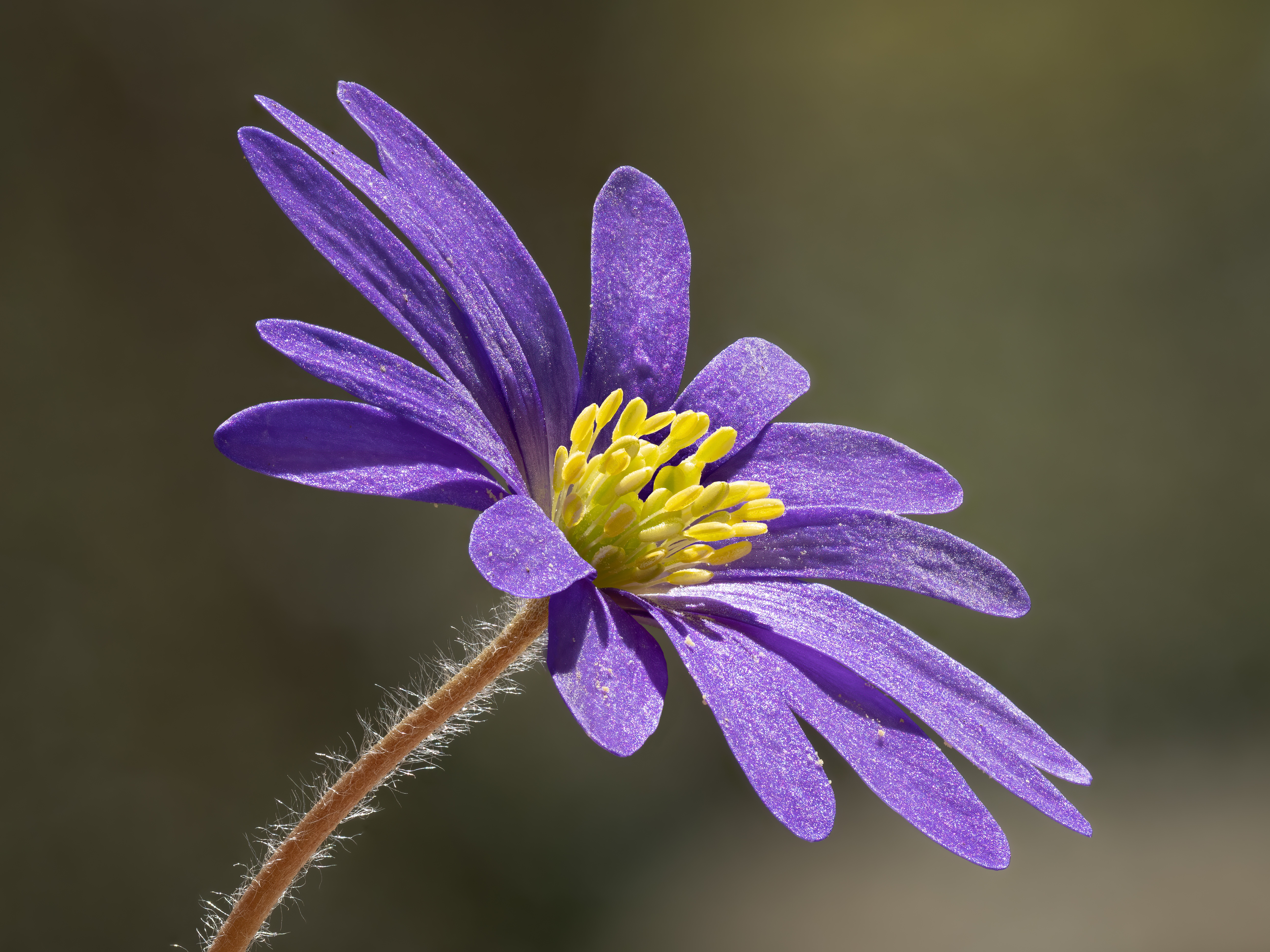
Anémone de Grèce en Allemagne. Avril 2023.